# Claude Delcroix
Cet article possède un paronyme, voir Claude Delacroix.
Pour les articles homonymes, voir Delcroix.
Claude Delcroix, né le 11 novembre 1931 à Paris et mort le 24 avril 2019 à Rixensart, est un homme politique et physicien nucléaire belge.
Membre du Parti socialiste, il siège au Parlement européen de 1991 à 1994 et de 1998 à 1999.

## Distinctions
- Officier de l'ordre de Léopold II